# Camino (Kalifornia)
Camino – jednostka osadnicza w Stanach Zjednoczonych, w stanie Kalifornia, w hrabstwie El Dorado.